# Blanco, Texas
Blanco là một thành phố thuộc quận Blanco, tiểu bang Texas, Hoa Kỳ. Năm 2010, dân số của xã này là 1739 người.

## Dân số
- Dân số năm 2000: 1505 người.
- Dân số năm 2010: 1739 người.